# CNCO
Pour les articles homonymes, voir CNCO (homonymie).
CNCO est un boys band de pop latine et reggaetón, formé à Miami, en Floride le 13 décembre 2015 par les gagnants de la première saison de La Banda, un télé-crochet diffusé cette même année par la chaîne américaine hispanophone Univision.
Ils sont le premier groupe à remporter l’émission. Grâce à leur victoire, ils signent un contrat de 5 ans avec la maison de disque Sony Music Latin et sortent leur premier single Tan Fácil en janvier 2016.
Le groupe est composé de l’équatorien Christopher Vélez, l’américain d’origine dominicaine Richard Camacho, le portoricain Zabdiel de Jesús, l’américain d’origine mexicaine Joel Pimentel et le cubain Erick Brian Colón.
Le 26 août 2016, le groupe sort son premier album, intitulé Primera Cita, qui se classe numéro 1 dès sa première semaine de sortie en Bolivie, au Guatemala et en Équateur ainsi que dans le top 10 des ventes dans de nombreux pays d’Amérique Latine comme l’Argentine, le Mexique ou encore le Chili,. Il est certifié disque de Platine aux États-Unis ainsi qu’au Mexique. Le single Reggaetón Lento (Bailemos), qui en est extrait, sort en octobre 2016. A ce jour, le clip a dépassé les 1,5 milliard de vues sur YouTube, leur permettant de devenir le groupe le plus visionné de tous les temps sur la plateforme. Une année plus tard, ils réalisent un remix de cette même chanson avec le groupe britannique Little Mix, certifié disque d’Or et de Platine au Royaume-Uni, leur apportant plus de visibilité sur la scène internationale.
En avril 2018, sort leur deuxième album éponyme, CNCO, qui remporte encore plus de succès que le précédent. Dès sa première semaine de sortie, il est certifié « Album Latino le plus vendu de l’année » et se classe numéro 1 dans la plupart des pays d’Amérique Latine et dans le top 10 dans de nombreux pays du monde. Il se classe numéro 1 dans les classements « Billboard Top Latin Albums » et « Billboard Latin Pop Albums ».
Le 9 mai 2021, le groupe annonce via communiqués de presse sur leurs réseaux sociaux que Joel quitte le groupe définitivement pour poursuivre ses projets personnels.

## Membres

### Christopher Vélez

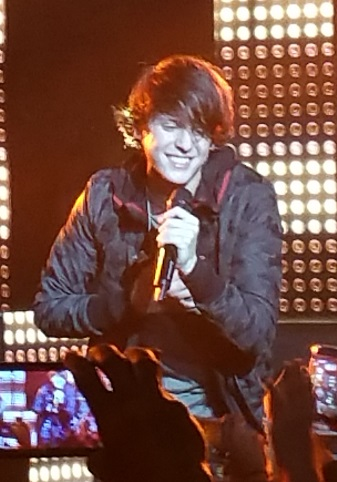
Christopher Vélez en 2016.

Christopher Bryant Vélez Muñoz est né le 23 novembre 1995 dans le New Jersey, aux États-Unis. Il est le fils de Yenny Paulina Muñoz Jaramillo et Leonardo Vélez, qui ont divorcé quand il était très jeune. Il a un frère aîné, Jonathan ainsi qu’un demi-frère, Nathan et une demi-sœur, Amy. À ses 3 ans, sa famille repart sur sa terre natale à Loja, en Équateur. A ses 18 ans, il retourne dans le New Jersey pour travailler afin de venir en aide à sa famille.
Il travaille entre autres comme cireur de chaussures ou dans une usine de jouets.
Après avoir envoyé une vidéo, il est accepté pour participer à l’audition de La Banda à Miami, où il chante la chanson de Ricky Martín, Tal Vez. Il est le premier membre à intégrer le groupe.

### Richard Camacho

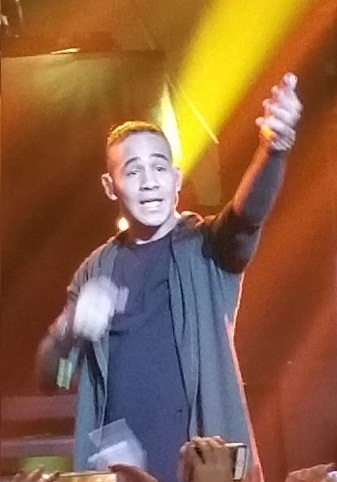
Richard Camacho en 2016.

Fils de Richard Camacho Sr et Luceyli Lumnay, Richard Yashel Camacho Lumnay est né le 22 janvier 1997, à New York, aux États-Unis. Il vécut ses dix premières années en République dominicaine. Il a deux petits frères, Yashua et Dairan et une grande sœur, Yarliza. Il a grandi dans un milieu artistique, ses parents travaillant également dans le monde de la musique et de la danse. Il a commencé à chanter vers l’âge de 10 ans et il sait jouer du piano et de la guitare.
Il a passé l’audition pour La Banda avec son frère Yashua sur la chanson Entra en mi Vida de Sin Bandera. Tous les deux sont sélectionnés à l’issue du premier tour mais Yashua est éliminé lors du second. Il est le second à avoir gagné l’émission, il est donc le deuxième membre du groupe.
En août 2016, il est devenu le père d’une petite fille, Aayliah Sofía Camacho Alexander.

### Erick Brian Colón

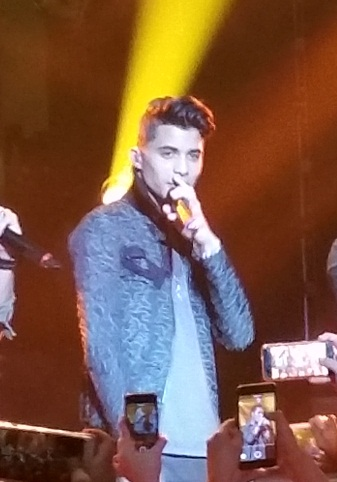
Erick Brian Colón en 2016.

Erick Brian Colón Arista est né le 3 janvier 2001 à La Havane, à Cuba.
Il est le fils de Daysi Arista et Erito Colón et il a une grande sœur, prénommée Yanelis. Il émigre avec sa famille quand il a 11 ans, à Tampa, en Floride (États-Unis), afin qu’ils aient un meilleur avenir et qu’il puisse réaliser son rêve, celui d’être chanteur.
Il a failli ne jamais intégrer le groupe. En effet, lors de son audition à seulement 14 ans, n'ayant pas reçu le pourcentage nécessaire, il aurait dû se faire éliminer. Mais Ricky Martin décide de lui donner une deuxième chance. Il est le quatrième à intégrer le groupe.

### Joel Pimentel de León

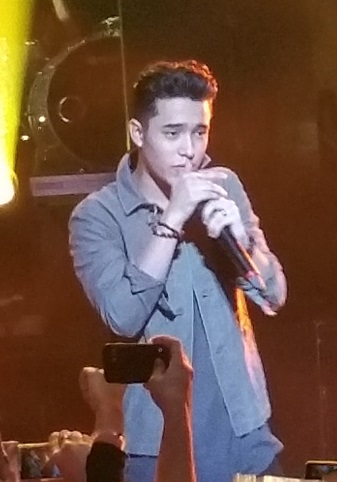
Joel Pimentel de Leon en 2016.

Joel Pimentel de León est né le 28 février 1999 à Hesperia en Californie (États-Unis). Il est le fils de Patricia de León et de Francisco Pimentel, d'origine mexicaine, Il est le second d’une famille de quatre frères, Emanuel, Gabriel et Israel..
Sa plus grande source d’inspiration est son grand-père, qui lui a transmis l’amour pour la musique et le théâtre.
Il se présente à son audition avec la chanson Cien Ovejas, qui est un hommage à son grand-père, récemment décédé. Mais les jurés lui demandent de chanter une autre chanson, qui est I See Fire de Ed Sheeran. Il est le troisième membre a intégrer le groupe.

### Zabdiel de Jesús

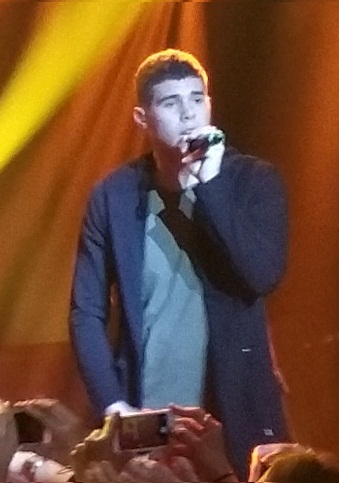
Zabdiel de Jesús en 2016.

Zabdiel de Jesús Cólon est né le 13 décembre 1997, à Bayamón, à Porto Rico. Il est le fils de Noemí Colon Gandia et de Charlie de Jesús. Il a un frère Carlos. Depuis son plus jeune âge, il chante et joue de nombreux instruments comme le piano, la mandoline, la guitare, la batterie ou encore le ukulélé. Au lycée, il pratiquait également le théâtre, la danse classique ainsi que la salsa.
Lors de son audition, il obtient 90 % des pourcentages du public soit le plus grand pourcentage de la saison, grâce à sa reprise de la chanson Mientes du groupe Camila.

## Carrière

### 2015: gagnants deLa Banda
Christopher, Richard, Joel, Erick et Zabdiel ont participé au télé-crochet La Banda, diffusé sur Univision, créé par Simon Cowell et produit par Ricky Martin.
L’objectif de ce programme était de trouver de jeunes talents afin de former un groupe qui deviendrait le nouveau phénomène latino-américain. Le concours se déroulait en plusieurs étapes où les participants s’affronter lors de différents défis comme chanter avec une chorégraphie ou tourner un clip en groupe en moins de 24h. Par la suite, 12 finalistes se sont affrontés en groupe ou en individuel, lors de shows en direct durant 13 semaines. Les gagnants furent élus par les votes du public ainsi que par ceux du jury, composé de Ricky Martin, Laura Pausini et Alejandro Sanz.
Le groupe est formé le 13 décembre 2015, lors du dernier prime de la saison. Les cinq garçons ont ainsi gagné un contrat de 5 ans avec le label Sony Music Latin. De plus, le rappeur Wisin est désigné pour produire leur premier album et Ricky Martin est choisi en tant que manager et représentant artistique.
Lors de la finale, ils interprètent leur chanson Devuélveme Mi Corazón. Deux semaines après leur victoire, il chantent de nouveau cette même chanson à Times Square, durant la célébration du Nouvel An 2016 de Univision,.

### 2016:Primera Citaet Ricky Martin One World Tour
Le 29 janvier 2016 sort leur premier titre, Tan Fácil, qui se classe en 25e position dans le Billboard Latin Rhythm Airplay et en 23e position dans le Billboard Hot Latin Songs Chart. Le 30 janvier 2016, ils se produisent pour la première fois en concert au The Fillmore Miami Beach.
Le 12 février, ils se produisent en première partie lors de la tournée One World Tour de Ricky Martin lors de ses concerts aux États-Unis, à Porto Rico et en Amérique Latine.
Le 13 mai sort leur deuxième single Quisiera, et le clip le 3 juin. Également en mai, ils chantent l’hymne national américain au Stade Yankee.
Le 26 août marque la sortie de leur premier album, Primera Cita. Wisin leur producteur, dit à propos de ce projet qu’il s’agit d’une « union de pays et de cultures »,.
L’album est composé de 14 chansons, dont un remix urbain de Tan Fácil avec Wisin et un autre remix de Quisiera en version balade avec le chanteur espagnol Abraham Mateo. Il se classe numéro 1 dès sa première semaine de sortie en Bolivie, au Guatemala et en Équateur ainsi que dans le top 10 des ventes dans de nombreux pays d’Amérique Latine comme l’Argentine, le Mexique ou encore le Chili. Leur album est également classé dans le top iTunes Latino. Il est certifié disque de Platine aux États-Unis et au Mexique.
Le 7 octobre sort le clip de Reggaetón Lento (Bailemos), qui en est extrait. Il se classe en 6e position dans le Billboard Hot Latin Songs. À ce jour, cette chanson reste leur plus gros succès[réf. nécessaire]. Le clip a dépassé les 1,3 milliard de vues sur YouTube, leur permettant de devenir le groupe le plus visionnée de tous les temps sur la plateforme et d’être le 5e clip musical Vevo le plus visionné en 2017. Une année plus tard, ils réalisent un remix de cette même chanson avec le groupe britannique Little Mix, certifié disque d’Or et de Platine au Royaume-Uni, leur apportant plus de visibilité sur la scène internationale.
En novembre, ils tournent un nouveau clip pour l’une des chansons de l’album, celui de Para Enamorarte, à l’école des Arts Visuels et Scéniques Ramón C. Cortines de Los Angeles. Il fut produit en collaboration avec Toyota. Le clip est diffusé pour la première fois lors de la finale de la deuxième saison de La Banda le 11 décembre 2016.

### 2017 - 2018: Más Allá Tour, «CNCO» et CNCO World Tour
Le 26 février 2017, ils commencent leur première tournée le Más Allá Tour, en Bolivie, pour un total de 79 concerts dans plus de dix-sept pays, en Amérique Latine, en Europe, aux États-Unis et au Canada. Cette tournée se conclut le 18 mars au Costa Rica. En avril 2017 sort le premier single de leur deuxième album, Hey DJ, en collaboration avec le chanteur Yandel. Le clip est publié le 28 avril.
Le 14 août, le clip de Reggaetón Lento (Bailemos) dépasse le milliard de vues sur Youtube, leur permettant alors de devenir le premier groupe à dépasser ce nombre au monde. Le 18 août 2017 sort le remix de Reggaetón Lento (Bailemos) avec les Little Mix. Il s’agit d’une version en anglais et espagnol. Ils chanteront notamment ce remix en direct lors de la finale de X Factor, à Londres, le 3 décembre.
Mamita, deuxième single de l’album, sort le 20 octobre 2017. Son clip sort le 18 janvier 2018. En novembre 2017, ils réalisent une prestation de Reggaetón Lento (Bailemos), lors des Latin Grammy Awards où ils sont également nommés en tant que « Mejor Nuevo Artista ».
Le 25 février 2018, ils se présentent pour la première fois au Festival de Viña del Mar, au Chili. Il s’agit du festival musical le plus important et le plus renommé d’Amérique Latine. Lors de leur passage, ils ont remporté une Gaviota de Plata, une Gaviota de Oro, mais également le prix d’Artiste du Festival, décerné grâce aux plus de 4 millions de votes de leurs fans, les CNCOwners.
Le jour suivant, ils révèlent lors d'une conférence de presse le nom de leur second album CNCO, sa pochette ainsi que sa date de sortie, le 6 avril 2018.
En mars, le groupe sort le clip de 3 nouveaux singles figurant sur le deuxième album : Bonita, Fiesta en Mi Casa et Mi Medecina. Le 6 avril 2018 marque la sortie de leur deuxième album CNCO, qui inclut des collaborations avec Yandel sur Hey DJ et le remix de Reggaetón Lento (Bailemos) avec les Little Mix]. Ce même-jour sort le clip de Solo Yo, chanson de leur deuxième album.
En seulement dix jours, l'album est certifié « Biggest Debut Album of 2018 », aux États-Unis.
Le 19 août, ils sortent le clip de Se Vuelve Loca, qui devient la chanson phare de leur deuxième album. Ce même-jour sort un remix Spanglish de cette même chanson.
Leur deuxième tournée internationale, le CNCO World Tour débute le 6 octobre 2018 au Guatemala. La première partie de leur tournée comportant les dates en Amérique Latine s'est terminée le 12 décembre 2018, à Santa Cruz, en Bolivie.
Lors de cette même année, ils se sont également rendus pour la première fois au Brésil, en Europe (Norvège, Suède, Finlande, Belgique, France et Allemagne) ainsi qu’en Asie (Japon, Philippines, Malaisie et Indonésie) où ils ont réalisé de nombreuses interviews, passages télés et showcases. Cette année est aussi marqué par de nombreuses collaborations avec Yandel, Wisin et Ozuna, Leslie Grace et Becky G, Luan Santana, Riki et Prince Royce. Le 16 novembre 2018 le groupe sort le remix de Hey DJ avec Meghan Trainor et Sean Paul.

### 2019: CNCO World Tour et3ealbum

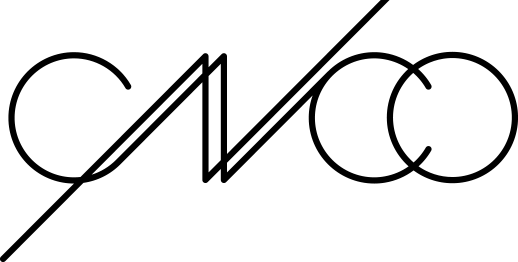

Le 24 janvier 2019, leur deuxième tournée internationale, le CNCO World Tour débute en Amérique du Nord puis en Europe pour se terminer le 11 avril à Lima au Pérou.
Le 24 juin ils sortent le clip de De Cero qui sera la première chanson de leur prochain EP. Leur EP Que Quienes Somos est annoncé officiellement en septembre et sortira le 11 octobre 2019.
Le groupe a collaboré avec le boy band Prettymuch sur la chanson Me Necesita. Le 7 novembre, le groupe a participé à la chanson Como Así de la chanteuse Lali Espósito. Le même mois, CNCO a annoncé une campagne de vêtements avec Forever 21.

### 2020: Press Start Tour et4ealbumDéjà Vu
Le groupe a annoncé sa nouvelle tournée Press Start le 21 janvier 2020. La tournée devait commencer le 30 mai 2020 au Coliseo de Puerto Rico à San Juan, Porto Rico, et se terminer à Chicago, le 21 juin, mais a été reportée à 2021 en raison de la pandémie de coronavirus en cours pour la période 2019-20. Les garçons ont également déclaré que leur troisième album studio écrit par eux-mêmes sortirait en mars, mais il a été repoussé pour la même raison. Cependant, ils ont sorti un single intitulé Honey Boo avec la chanteuse dominicaine Natti Natasha le 2 avril, ainsi que son clip vidéo. Le groupe a reçu deux nominations aux MTV Video Music Awards 2020 pour la meilleure performance de quarantaine pour leur concert MTV Unplugged at Home et pour la meilleure chorégraphie pour Honey Boo ; ils ont reçu une nomination pour le meilleur groupe après la clôture des votes dans les principales catégories. Les garçons ont sorti une chanson intitulée Beso le 28 août et l'ont interprétée lors du spectacle principal des MTV Video Music Awards. Ils ont été annoncés comme les gagnants de la meilleure performance de quarantaine, devenant ainsi le premier boyband latin à gagner un Moonman.
Le groupe a déclaré en novembre 2020 qu'ils avaient décidé de repousser leur troisième album jusqu'à nouvel ordre. A la place, ils allaient sortir un album de reprises, composé de classiques de la pop latine. Ils ont publié des trailers sur leur chaîne Youtube, révélant que les chansons reprises seraient de 1988 jusqu'à une date inconnue. Le même mois, le groupe sort Tan enamorados, une chanson de Ricardo Montaner. Son clip vidéo est inspiré de New Kids on the Block, le groupe reconnaissant l'hommage. CNCO a annoncé l'album sur les médias sociaux, qui sera intitulé Déjà Vu. Le disque est disponible en février 2021, le groupe sortant une chanson chaque semaine. La semaine suivante, ils ont sorti une version de la chanson de Big Boy Mis Ojos Lloran Por Ti, dont la vidéo est inspirée par NSYNC. Le groupe a interprété l'ancienne chanson lors de la Macy's Thanksgiving Day Parade le 26 novembre. Le 4 décembre 2020, ils ont publié le clip de la chanson à succès Hero d'Enrique Iglesias pour promouvoir leur album de reprises.
Le 31 janvier 2020, CNCO a publié son interprétation de la ballade de 1986 de Franco De Vita (en), Solo Importas Tú. Le 5 février, le groupe a sorti son nouvel album, Déjà Vu, en téléchargement numérique et en streaming, ainsi que les audios des morceaux sur sa chaîne YouTube. La sortie était accompagnée du cinquième single, Dejaría Todo, une reprise de la chanteuse portoricaine, Chayanne.
Le 9 mai 2021, Joel Pimentel a annoncé son départ du groupe, citant son désir de « grandir et d'explorer de nouveaux lieux artistiques »[réf. nécessaire]. Le groupe a annoncé qu'il continuerait en tant que quatuor[réf. nécessaire].

## Discographie

### Albums
| Année | Album                                                                                           | Positions | Positions | Positions | Positions | Positions | Certifications                                                                   |
| Année | Album                                                                                           | EUA       | EUA Latin | COL       | ESP       | MEX       | Certifications                                                                   |
| ----- | ----------------------------------------------------------------------------------------------- | --------- | --------- | --------- | --------- | --------- | -------------------------------------------------------------------------------- |
| 2016  | Primera Cita - Lancement : 26 août 2016 - Label: Sony Music Latin - Formats: CD, téléchargement | 39        | 1         | 1         | 24        | 15        | - EUA: Platine (Latin) - MEX: Platine                                            |
| 2018  | CNCO - Lancement: 6 avril 2018 - Label: Sony Music Latin - Formats: CD, téléchargement          | 33        | 1         | 1         | 3         | 9         | - EUA: Platine (Latin) - MEX: Or - Argentine: Or - Colombie: Platine - Chili: Or |

### Chansons
| Année | Chansons                                   | Positions | Positions         | Positions     | Positions | Positions | Positions | Certifications                                                                                              | Album                                    |
| Année | Chansons                                   | EUA Latin | EUA Latin Airplay | EUA Latin Pop | COL       | ESP       | MEX       | Certifications                                                                                              | Album                                    |
| ----- | ------------------------------------------ | --------- | ----------------- | ------------- | --------- | --------- | --------- | --- | ---------------------------------------- |
| 2016  | Tan Fácil                                  | 5         | 1                 | 2             | 3         | 76        | 41        | - ESP: Or - EUA: 3 × Platine (Latin) - MEX : Or[réf. nécessaire]                                            | Primera Cita                             |
| 2016  | Quisiera                                   | 26        | 22                | 9             | 38        | —         | 44        | - EUA: 2 × Platine (Latin)                                                                                  | Primera Cita                             |
| 2016  | Reggaetón Lento (Bailemos)                 | 6         | 4                 | 1             | 1         | 2         | 6         | - ESP: 6 × Platine - EUA: 5 × Platine (Latin) - MEX: Platine, Or et Diamant - COL : Diamant - SWE : Platine | Primera Cita                             |
| 2016  | Para Enamorarte                            | —         | —                 | —             | —         | —         | —         | - EUA: Or (Latin)                                                                                           | Primera Cita                             |
| 2017  | Hey DJ (et Yandel)                         | 14        | 9                 | 3             | 33        | 6         | 3         | - ESP: 3 × Platine - EUA: 6 × Platine (Latin) - MEX: 4 × Platine - MEX: Diamant                             | CNCO                                     |
| 2017  | Reggaetón Lento (Remix)(Little Mix & CNCO) | 6         | 4                 | 1             | —         | 14        | 11        | - Royaume-Uni: Or - MEX: Or                                                                                 | Glory Days: The Platinum Edition et CNCO |
| 2017  | Mamita                                     | 28        | 34                | 15            | —         | 89        | 27        | - EUA: Or (Latin) - ARG: Platine - Chili: Platine - MEX: Or[réf. nécessaire]                                | CNCO                                     |
| 2019  | Pegao (et Manuel Turizo)                   |           |                   |               |           |           |           | |                                          |
| 2020  | Honey Boo (et Natti Natasha)               |           |                   |               |           |           |           | |                                          |
| 2021  | Dejaría Todo                               |           |                   |               |           |           |           | |                                          |
| 2021  | Solo Importas Tú                           |           |                   |               |           |           |           | |                                          |
| 2021  | Un Beso                                    |           |                   |               |           |           |           | |                                          |
| 2021  | Entra en Mi Vida                           |           |                   |               |           |           |           | |                                          |
| 2021  | Por Amarte Así                             |           |                   |               |           |           |           | |                                          |
| 2021  | Imaginame sin ti                           |           |                   |               |           |           |           | |                                          |
| 2021  | El Amor de Mi Vida                         |           |                   |               |           |           |           | |                                          |

### Collaborations
| Année | Chansons                                             | Artistes                         | Album               |
| ----- | ---------------------------------------------------- | -------------------------------- | ------------------- |
| 2016  | Tan Fácil (ft. Wisin) [Urban Remix]                  | CNCO                             | Primera Cita (CNCO) |
| 2016  | Casi Nada (Nano Pro Remix) [feat. CNCO]              | Karol G                          |                     |
| 2016  | Quisiera (ft. Abraham Mateo) [Ballad Remix]          | CNCO                             | Primera Cita (CNCO) |
| 2016  | Tan Fácil (Spanish-Portuguese Version)               | CNCO & Zé Felipe                 |                     |
| 2016  | Reggaetón Lento (Bailemos) [Remix] ft. Zion y Lennox | CNCO                             |                     |
| 2016  | Quisiera (ft. Kevin Roldán) [Urban Remix]            | CNCO                             |                     |
| 2017  | Ahora Lloras Tú (feat. CNCO)                         | Ana Mena                         |                     |
| 2017  | Subeme La Radio (REmix) (feat CNCO)                  | Enrique Iglesias                 |                     |
| 2017  | Princesa (feat. CNCO)                                | Río Roma                         |                     |
| 2017  | Todo Cambió (feat. CNCO)                             | Becky G                          |                     |
| 2017  | Hey DJ (feat. Yandel)                                | CNCO                             | CNCO                |
| 2017  | Reggaetón Lento (Bailemos) [Remix] ft. Little Mix    | CNCO                             | CNCO                |
| 2018  | Dolor de Cabeza (feat. CNCO)                         | Riki                             | Live & Summer Mania |
| 2018  | Mal di Testa (feat. CNCO)                            | Riki                             | Live & Summer Mania |
| 2018  | Mamita (feat Luan Santana)                           | CNCO & Luan Santana              |                     |
| 2018  | Diganle (Tainy Remix) (feat. CNCO)                   | Leslie Grace, Becky G            |                     |
| 2018  | Llegaste Tu (feat. Prince Royce)                     | CNCO & Prince Royce              |                     |
| 2018  | Hey DJ (Remix) (feat. Meghan Trainor et Sean Paul)   | CNCO, Meghan Trainor & Sean Paul |                     |
| 2019  | 24 horas (feat CNCO)                                 | José Manuel Pinto                |                     |
| 2019  | Me vuelvo loco (feat CNCO)                           | Abraham Mateo                    |                     |
| 2019  | Pegao (feat Manuel Turizo)                           | CNCO & Manuel Turizo             | QQS                 |
| 2019  | Me Necesita (feat CNCO)                              | Prettymuch                       | INTL-EP             |
| 2019  | Como así (feat CNCO)                                 | Lali                             |                     |
| 2020  | Honey Boo (ft Natti Natasha)                         | CNCO & Natti Natasha             |                     |

## Prix et Nominations

### Premios Juventud2016
| Catégorie                         | Résultat |
| --------------------------------- | -------- |
| Voz del Momento                   | Nommé    |
| La Canción más Pegajosa Tan Fácil | Gagnant  |
| Producers Choice Awards           | Gagnant  |
| Mi Artista Pop/Rock               | Gagnant  |
| Mi Tuitero Favorito               | Gagnant  |
| Mi Fan Army Favorito              | Nommé    |
| Mejor Look                        | Gagnant  |

### Latin American Music Awards 2016
| Catégorie                         | Résultat |
| --------------------------------- | -------- |
| Xfinity Nuevo Artista del Año     | Gagnant  |
| Nuevo Artista Favorito – Pop/Rock | Gagnant  |
| Dúo o Grupo Favorito – Pop/Rock   | Gagnant  |

### Premios Lo Nuestro2017
| Catégorie           | Genre    | Chanson      | Résultat |
| ------------------- | -------- | ------------ | -------- |
| Álbum del Año       | Pop/Rock | Primera Cita | Gagnant  |
| Canción del Año     | Pop/Rock | Tan Fácil    | Gagnant  |
| Grupo o Dúo Del Año | Pop/Rock |              | Gagnant  |

### Latin Billboard Awards2017
| Catégorie                                       | Date     | Résultat |
| ----------------------------------------------- | -------- | -------- |
| Artista del Año, Debut                          | 27 avril | Gagnant  |
| Artista del Año, Dúo o Grupo, Latin Pop Songs   | 27 avril | Gagnant  |
| Álbum del Año, Latin Pop Álbumes Primera Cita   | 27 avril | Nommé    |
| Artista del Año, Dúo o Grupo, Latin Pop Álbumes | 27 avril | Gagnant  |

### Break Tudo Awards 2017
| Catégorie                | Résultat |
| ------------------------ | -------- |
| Best International Group | Nommé    |

### iHeart Radio Music Awards 2017
| Catégorie             | Résultat |
| --------------------- | -------- |
| Best New Latin Artist | Gagnant  |
| Best New Artist       | Nommé    |

### Premios Tu Mundo 2017
| Catégorie                    | Chanson   | Résultat |
| ---------------------------- | --------- | -------- |
| Artista Pop Favorito         |           | Gagnant  |
| Party-Starting Song Favorita | Hey DJ    | Gagnant  |
| Fan Club del Año             | CNCOwners | Gagnant  |

### Premios Juventud2017
| Catégorie                   | Chanson         | Résultat |
| --------------------------- | --------------- | -------- |
| Mejor Cancion para Chillin’ | Reggaeton Lento | Gagnant  |

### Teen Choice Awards2017
| Catégorie                   | Chanson                    | Résultat |
| --------------------------- | -------------------------- | -------- |
| Choice Latin Song           | Reggaeton Lento (Bailemos) | Nommé    |
| Choice Latin Artist         |                            | Gagnant  |
| Choice International Artist |                            | Nommé    |

### Kids' Choice Awards México2017
| Catégorie             | Chanson         | Résultat |
| --------------------- | --------------- | -------- |
| Cancion Favorita      | Reggaeton Lento | Gagnant  |
| Colaboracion Favorita | Hey DJ          | Nommé    |

### Kids Choice Awards Colombia 2017
| Catégorie             | Chanson         | Résultat |
| --------------------- | --------------- | -------- |
| Cancion Favorita      | Reggaeton Lento | Gagnant  |
| Colaboracion Favorita | Hey DJ          | Nommé    |

### Kids Choice Awards Argentina 2017
| Catégorie             | Chanson         | Résultat |
| --------------------- | --------------- | -------- |
| Cancion Favorita      | Reggaeton Lento | Nommé    |
| Colaboracion Favorita |                 | Nommé    |

### Latin American Music Awards 2017
| Catégorie                     | Chanson         | Résultat |
| ----------------------------- | --------------- | -------- |
| Album del Ano                 |                 | Gagnant  |
| Duo o Grupo Favorito Pop/Rock |                 | Gagnant  |
| Album Favorito Pop/Rock       |                 | Gagnant  |
| Cancion Favorita Pop/Rock     | Reggaeton Lento | Gagnant  |

### Latin Grammys 2017
| Catégorie           | Résultats |
| ------------------- | --------- |
| Mejor Nuevo Artista | Nommé     |

### BreakTudo Awards 2018
| Catégorie                | Résultat |
| ------------------------ | -------- |
| Best International Group | Nommé    |

### Latin American Music Awards 2018
| Catégorie            | Résultat |
| -------------------- | -------- |
| Duo o Grupo Favorito | Gagnant  |
| Artista Pop Favorito | Gagnant  |
| Album Pop Favorito   | Gagnant  |

### Teen Choice Awards2018
| Catégorie                   | Chanson | Résultat |
| --------------------------- | ------- | -------- |
| Choice Latin Song           | Hey DJ  | Nommé    |
| Choice Latin Artist         |         | Gagnant  |
| Choice International Artist |         | Nommé    |

### Vina Del Mar 2018
| Catégorie            | Résultats |
| -------------------- | --------- |
| Gaviota de Plata     | Gagnant   |
| Gaviota de Oro       | Gagnant   |
| Artista del Festival | Gagnant   |

### Latin Billboard Awards2018
| Catégorie                                     | Résultat |
| --------------------------------------------- | -------- |
| Hot Latin Song Artist of the Year Duo/Group   | Nommé    |
| Latin Pop Artist of the Year Duo/Group        | Gagnant  |
| Top Latin Albums Artist of the Year Duo/Group | Nommé    |
| Latin Pop Album of the Year                   | Nommé    |

### People's Choice Awards2018
| Catégorie                | Résultats |
| ------------------------ | --------- |
| The Latin Artist of 2018 | Gagnant   |

### Latin Music Official Awards 2018
| Catégorie                           | Chanson/Album   | Résultat |
| ----------------------------------- | --------------- | -------- |
| Best Latin Album of The Year        | CNCO            | Gagnant  |
| Best Song EuroLatino of The Year    | Dolor de Cabeza | Gagnant  |
| Best Latin Group or Duo of The Year | CNCO            | Gagnant  |
| Best Latin Male Video of The Year   | Se Vuelve Loca  | Gagnant  |

### Premios Lo Nuestro2019
| Catégorie              | Genre    | Résultat |
| ---------------------- | -------- | -------- |
| Artista Social del Año |          | Nommé    |
| Grupo o Dúo Del Año    | Pop/Rock | Gagnant  |

### Latin Billboard Awards2019
| Catégorie                                     | Résultat |
| --------------------------------------------- | -------- |
| Latin Pop Artist of the Year Duo/Group        | Gagnant  |
| Rhythm Latin Pop Artist of the Year Duo/Group | Gagnant  |
| Latin Pop Album of the Year                   | Gagnant  |

### Heat Latin Music Awards 2019
| Catégorie           | Résultat |
| ------------------- | -------- |
| Mejor Grupo o Banda | Nommé    |

### MTV Video Music Awards2019
| Catégorie               | Résultat |
| ----------------------- | -------- |
| Push Artist of the Year | Nommé    |
| Best group              | Nommé    |

### Latin American Music Awards2019
| Catégorie             | Résultat |
| --------------------- | -------- |
| Favorite Duo or Group | Gagnant  |
| Favorite Pop Artist   | Gagnant  |

### Premio Lo Nuestro2020
| Catégorie                            | Résultat |
| ------------------------------------ | -------- |
| Grupo o Duo del Año- Pop Rock        | Gagnant  |
| Cancion del Año - Pop Rock - De cero | Nommé    |

### Premios Juventud2020
| Catégorie                     | Résultat |
| ----------------------------- | -------- |
| The perfect Mix               | Nommé    |
| Can't Get Enough Of This Song | Nommé    |

### Kids' Choice Awards México2020
| Catégorie      | Résultat |
| -------------- | -------- |
| Artista Latino | Gagnant  |

### MTV Video Music Awards2020
| Catégorie                                           | Résultat |
| --------------------------------------------------- | -------- |
| Best Quarantine Performance - MTV Unplugged at Home | Gagnant  |
| Best Group                                          | Nommé    |

## Tournées
Premières parties
- 2016 : One World Tour de Ricky Martin (Amérique latine, Porto Rico et États-Unis) ;
- 2017 : Enrique Iglesias and Pitbull LIVE! de Enrique Iglesias et Pitbull (États-Unis et Canada)

Propres tournées
- 2017-2018 : Más Allá Tour[32] ;
- 2018-2019 : CNCO World Tour
- 2021 : Press Start Tour
- 2021 : Toa la noche club tour